# Ерміт чорногорлий
Ермі́т чорногорлий (Threnetes niger) — вид серпокрильцеподібних птахів родини колібрієвих (Trochilidae). Мешкає в Бразилії і Французькій Гвіані.

## Опис

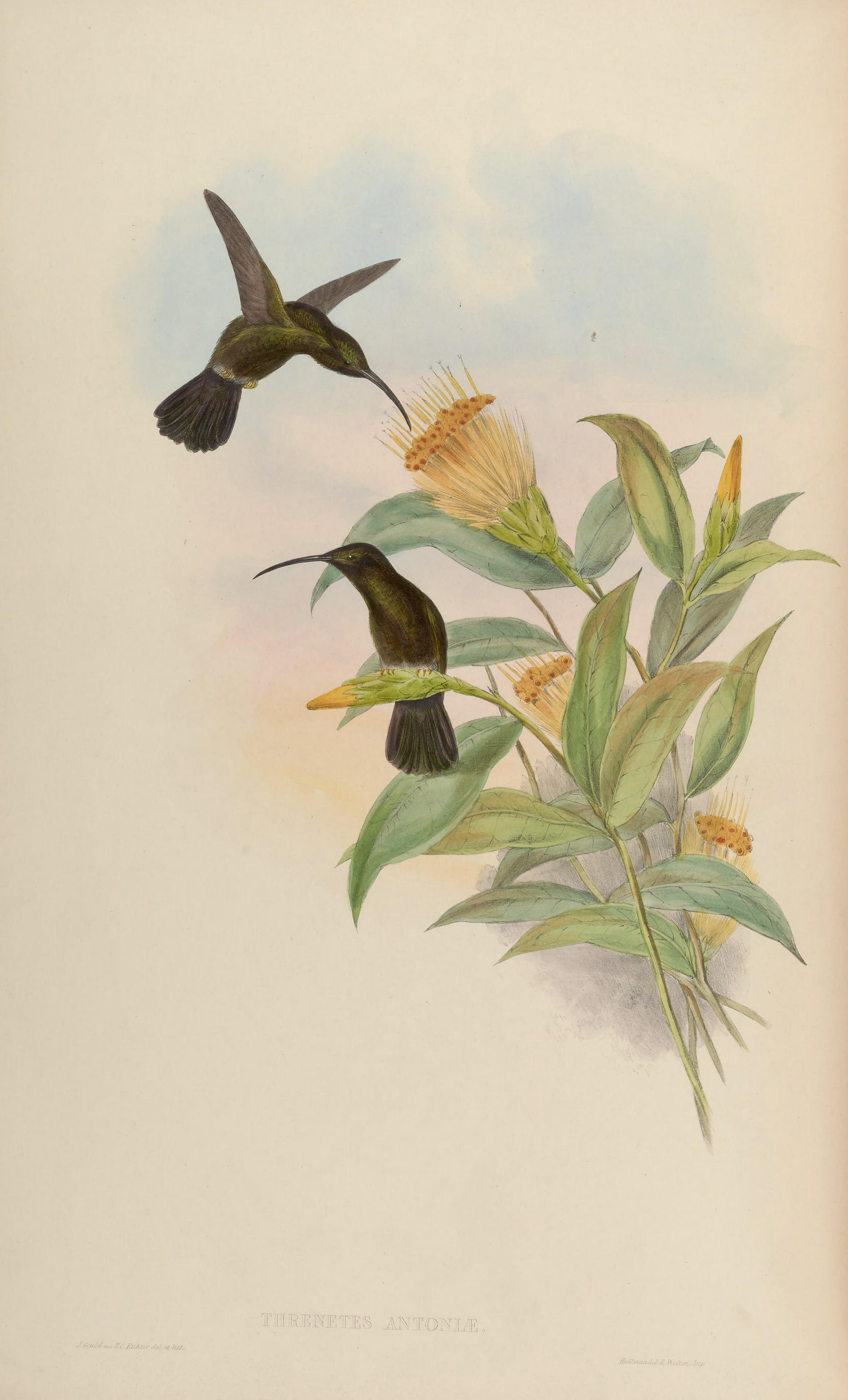
Чорногорлі ерміти

Довжина птаха становить 10-12 см. У самців верхня частина тіла і груди бронзово-зелені, через очі ідуть темні смуги, під дзьобом світлі "вуса", горло чорне, решта нижньої частини тіла рівномірно коричнювато-сіра. Хвіст у представників номінативного підвиду рівномірно темний, у представників підвиду T. n. loehkeni стернові пера мають світлі кінчики. Дзьоб дещо вигнутий, довжиною 27-29 мм. У самиць дзьоб дещо більш вигнутий, ніж у самців, пдяма на горлі у них менш чітка, ніж у самців, а крила і хвіст коротші. У молодих птахів махові пера мають охристі краї.

## Підвиди
Виділяють два підвиди:
- T. n. niger (Linnaeus, 1758) — Французька Гвіана і крайній північний схід Бразилії (північ Амапи);
- T. n. loehkeni Grantsau, 1969 — північний схід Бразилії (на північ від Амазонки, в штатах Амапа і Пара).

Світлохвостий ерміт вважався конспецифічним з чорногорлим ермітом, однак був визнаний окремим видом.

## Поширення і екологія
Чорногорлі ерміти живуть у вологих рівнинних тропічних лісах, в галерейних лісах, в заболочених лісах ігапо та у варзейських лісах (тропічних лісах у заплавах Амазонки і її притоків). Зустрічаються на висоті до 500 м над рівнем моря. Живляться нектаром квітучих рослин з довгими, трубчастими квітами, зокрема з родів Heliconia і Monotagma, переміщуючись за певним маршрутом, а також дрібними безхребетними.